# 平隆人
平隆人（たいら たかひと、1991年7月17日 -）は沖縄県沖縄市出身の俳優。兄は映画監督の平一紘。